# Орлик, Мария Андреевна
Мари́я Андре́евна О́рлик (укр. Марія Андріївна Орлик; 15 марта 1930, Монастырщинский район, Западная область — 2 декабря 2022, Киев) — советский партийный деятель, современный украинский политик. Народный депутат СССР. Заслуженный работник культуры УССР (1981).

## Биография
Отец - Исаков Андрея Никитич. В 1933 году семья Орлик переехала из Смоленской области на Кировоградщину. Жили трудно, как вспоминала Мария Андреевна: "Всё, что я помню о своем детстве, это голод, холод и предельная нищета".
Училась на историческом факультете Кировоградского педагогического института. В 1953 году, её, как знающую украинский язык, направили в школу посёлка Золотники Тернопольской области. Там преподавала историю, была завучем. В 1955 году вышла замуж.
Заместитель председателя Киевского горисполкома по культуре.
В  составе украинской делегации посещала сессию Генеральной Ассамблеи ООН в Нью-Йорке. Работала в представительстве Украины в Нью-Йорке.
В 1975—1978 годах председатель Президиума правления Украинского общества дружбы и культурных связей с зарубежными странами.
В 1978—1990 годах была заместителем председателя Совета Министров УССР.
Возглавляла делегацию Комитета советских женщин на съезде индийских женщин в 1984 году, в Бангалоре встречалась с Индирой Ганди.
В 1990 году возглавляла правительственную комиссию по «изучению версии о местонахождении библиотеки Ярослава Мудрого на территории урочища Межигорье». В этом же году стала первым в истории Украины с 1917 года членом правительства, добровольно ушедшим в отставку.
С 1990 года по настоящее время[когда?] председатель Союза женщин Украины (укр. Спілка жінок України).

## Награды
- Орден князя Ярослава Мудрого V степени (2009 год)[4]
- Орден княгини Ольги I степени (5 марта 2005 года)[5].
- Орден княгини Ольги II степени (1997 год)
- Орден княгини Ольги III степени (2000 год)
- Орден Трудового Красного Знамени (14.03.1980)[6]
- Орден «Знак Почёта» (1971 год)
- Почётная грамота Президиума Верховного Совета УССР (1983)
- Заслуженный работник культуры УССР (1981).